# Ґузи (Вармінсько-Мазурське воєводство)
Ґузи (пол. Guzy, нім. Guhsen) — село в Польщі, у гміні Ковале-Олецьке Олецького повіту Вармінсько-Мазурського воєводства.
Населення — 61 особа (2011).

## Демографія
Демографічна структура станом на 31 березня 2011 року:
|          | Загалом | Допрацездатний вік | Працездатний вік | Постпрацездатний вік |
| -------- | ------- | ------------------ | ---------------- | -------------------- |
| Чоловіки | 34      | 8                  | 22               | 4                    |
| Жінки    | 27      | 7                  | 13               | 7                    |
| Разом    | 61      | 15                 | 35               | 11                   |